# Servei Austríac a l'Estranger
El servei estranger austríac és un servei voluntari a l'estranger o el servei públic austríac a l'estranger. El servei a l'estranger es divideix en les principals àrees de servei commemoratiu, servei social i servei de pau.

## Història
Des de l'any 1992 és possible fer el vostre servei comunitari com a servei exterior. En realitat, el servei internacional no és oficialment un servei públic regular, sinó un servei substitut, la qual cosa, comporta que la persona ja no està assignat a la funció pública regular.
El novembre de 1997 es va decidir una nova regulació legal del servei exterior, que a partir d'aquest moment també va permetre els serveis socials i de pau fora d'Àustria.

## Finançament
La República d'Àustria proporciona a totes les organitzacions estrangeres proveïdores de serveis un pressupost determinat a través del Ministeri Federal d'Afers Socials, Salut, Atenció i Protecció del Consumidor en el sentit de l'article 27a de la Llei de voluntariat. El govern federal ofereix una subvenció anual de 1.200.000 euros. Aquestes bonificacions s'han de destinar especialment a les despeses derivades de l'estada a l'estranger, com ara despeses de viatge o assegurances per als participants. Les organitzacions de transportistes es poden reassignar de manera que es pugui donar suport a un nombre més gran de servidors estrangers.

## Tipus de serveis
Els joves voluntaris poden triar entre diferents tipus de treball. Pots decidir tu mateix sense restriccions sobre un projecte i quant de temps vols treballar. Per poder comptar la feina a l'estranger com a funció pública substitutiva, s'ha de complir de manera demostrable la durada mínima de deu mesos d'assistència no retribuïda. El servei ha d'afavorir la República d'Àustria i només es pot dur a terme a través d'una organització sense ànim de lucre reconeguda per l'estat que doni suport a un projecte relacionat amb Àustria d'acord amb els criteris següents:

### Treball en elservei commemoratiu
Aquesta forma de servei tracta les conseqüències del nacionalsocialisme i les seves víctimes. Fa la major part del voluntariat a l'estranger. El treball consisteix principalment a dissenyar i organitzar visites i esdeveniments guiats, treballs d'arxiu, conferències a universitats i escoles, així com col·loquis amb testimonis contemporanis i la seva documentació, perquè no s'oblidin les seves històries i el que han viscut. és: "Per mai més".

### Treball en serveis socials
El treball del projecte pretén donar suport al desenvolupament social o econòmic d'un país o s'ha marcat com a objectiu la protecció del medi ambient. Els treballadors socials s'impliquen en institucions educatives o llars d'infants, en l'atenció de persones refugiades, promouen la conscienciació de la importància del nostre entorn en conferències públiques o esdeveniments com ara neteja i contribueixen a tot el món en l'atenció mèdica.

### Treballar al servei de la pau
Les institucions amb el desplegament de forces de pau contribueixen a aconseguir o assegurar la pau en zones de crisi amb conflicte armat. Analitzen el respecte dels drets humans, organitzen tallers i iniciatives conjuntes amb les parts en conflicte per tal de donar suport a les persones en els seus esforços per eliminar tensions i conflictes.